# Йос ван Красбек

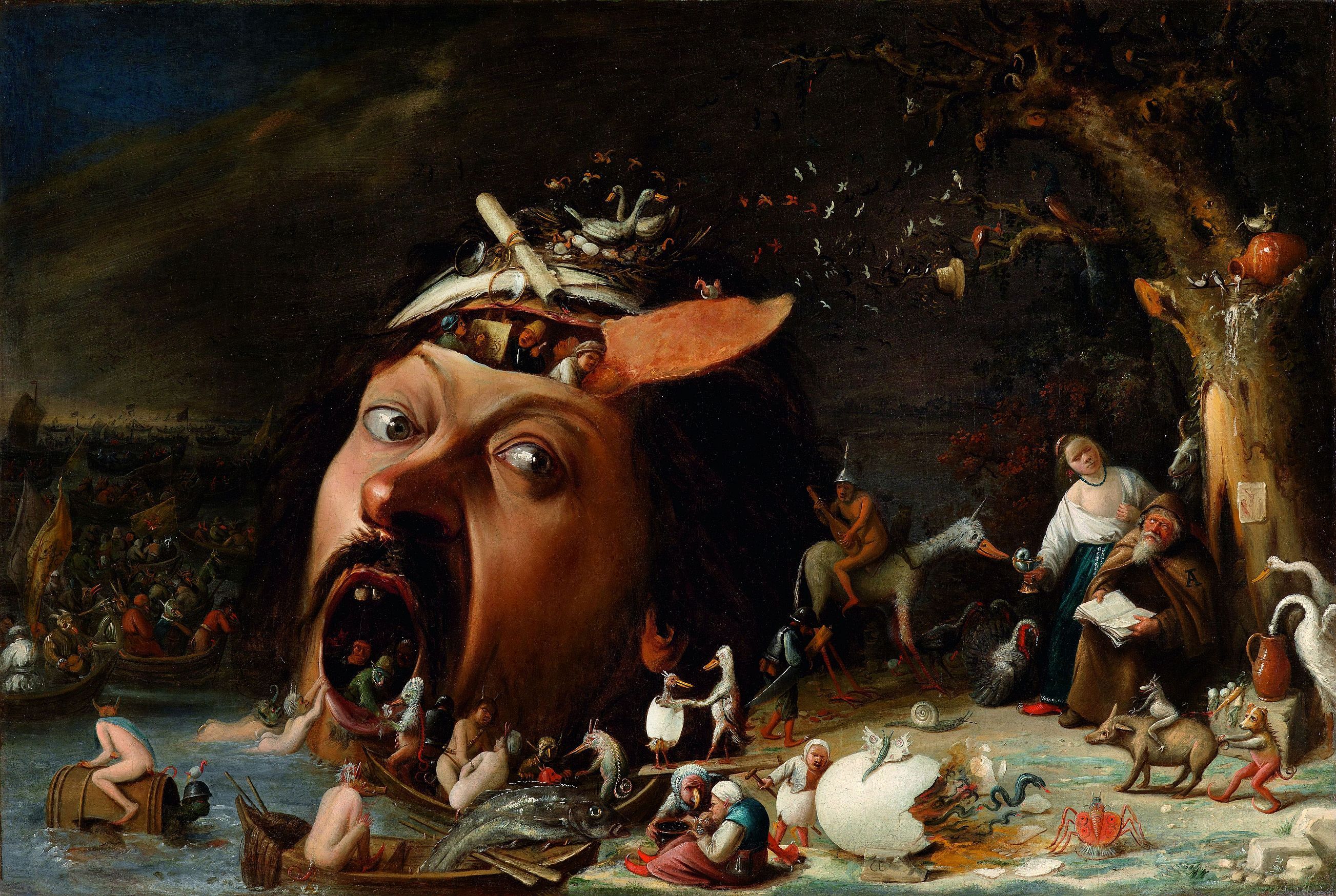
«Спокуса святого Антонія»

Йос ван Красбек (нід. Joos van Craesbeeck, близько 1605/1606, Неерлінтер у провінції Фламандський Брабант — близько 1662, Брюссель) — бароковий фламандський художник, представник  антверпенської школи.

## Біографія
Йос ван Красбек спочатку працював в Антверпені. Близько 1633 року його прийняли у гільдію святого Луки як художника і пекаря. 1650 року переїхав на постійне проживання до Брюсселя, де він став майстром гільдії.
Був учнем  Адріана Брауера, від якого взяв схильність до грубуватих, реалістичних і часто гротескних жанрових сцен із життя нижчих верств суспільства, селян або простолюдинів. Писав невеликі форми, які характеризуються експресією і балансуванням на межі непристойності і гарного смаку.
Після поїздки до Брюсселя відмовився від манери, перейнятої у Брауера і його твори уподібнились до картин Якоба Йорданса та інших фламандських майстрів..

## Галерея

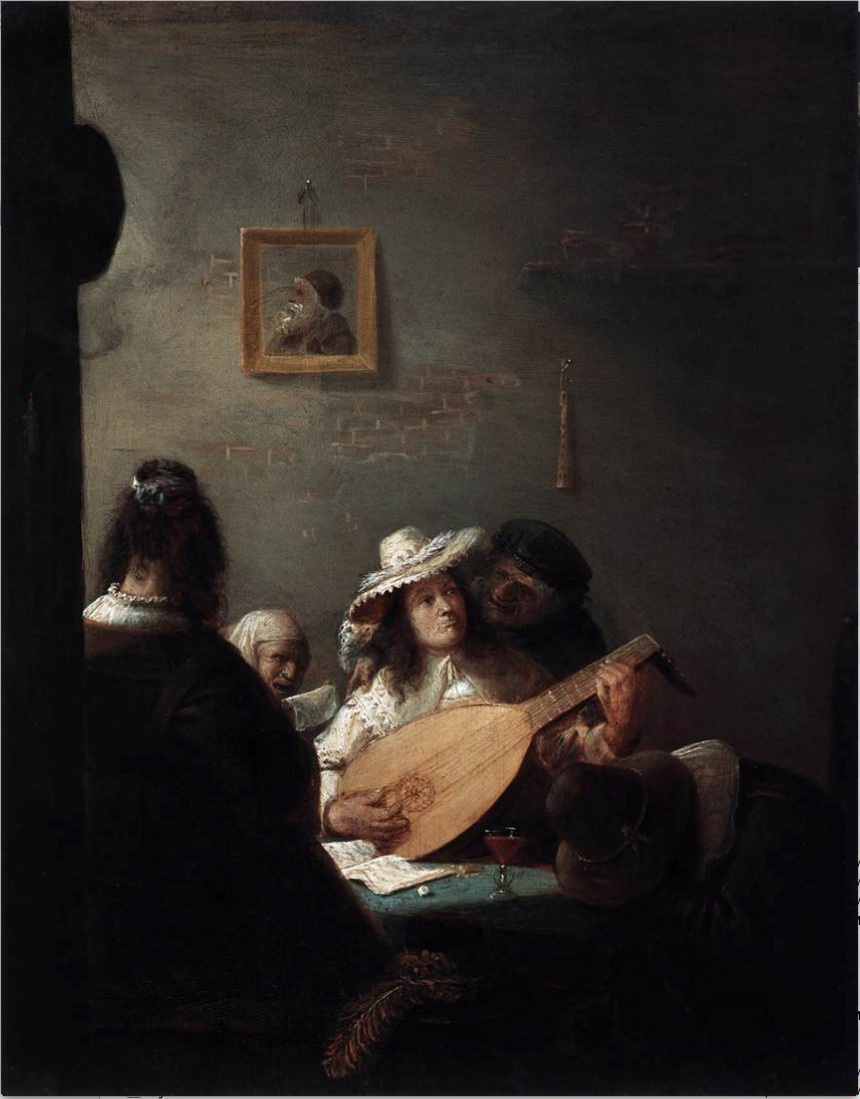
«Лютніст»
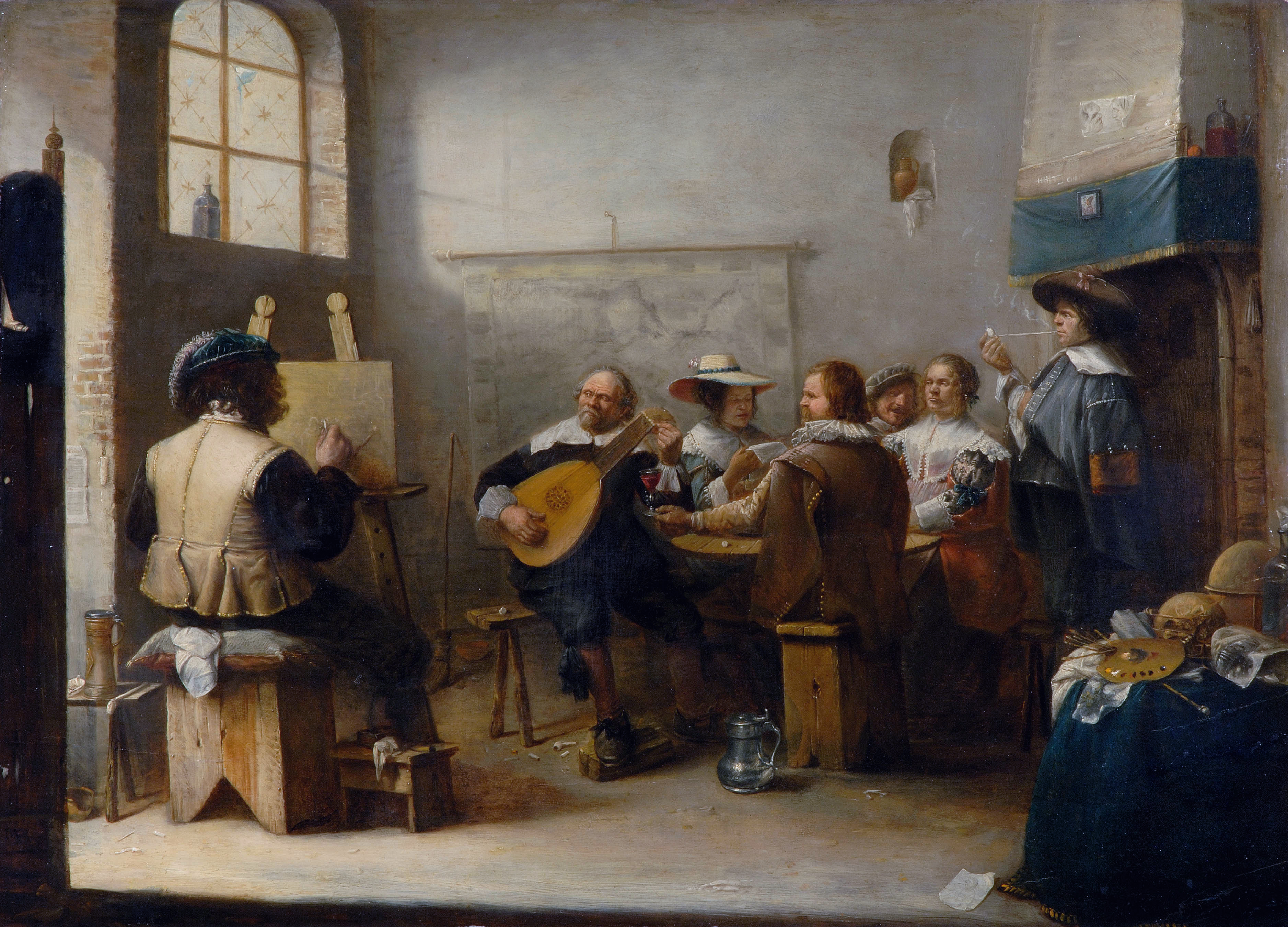
«Художня студія»
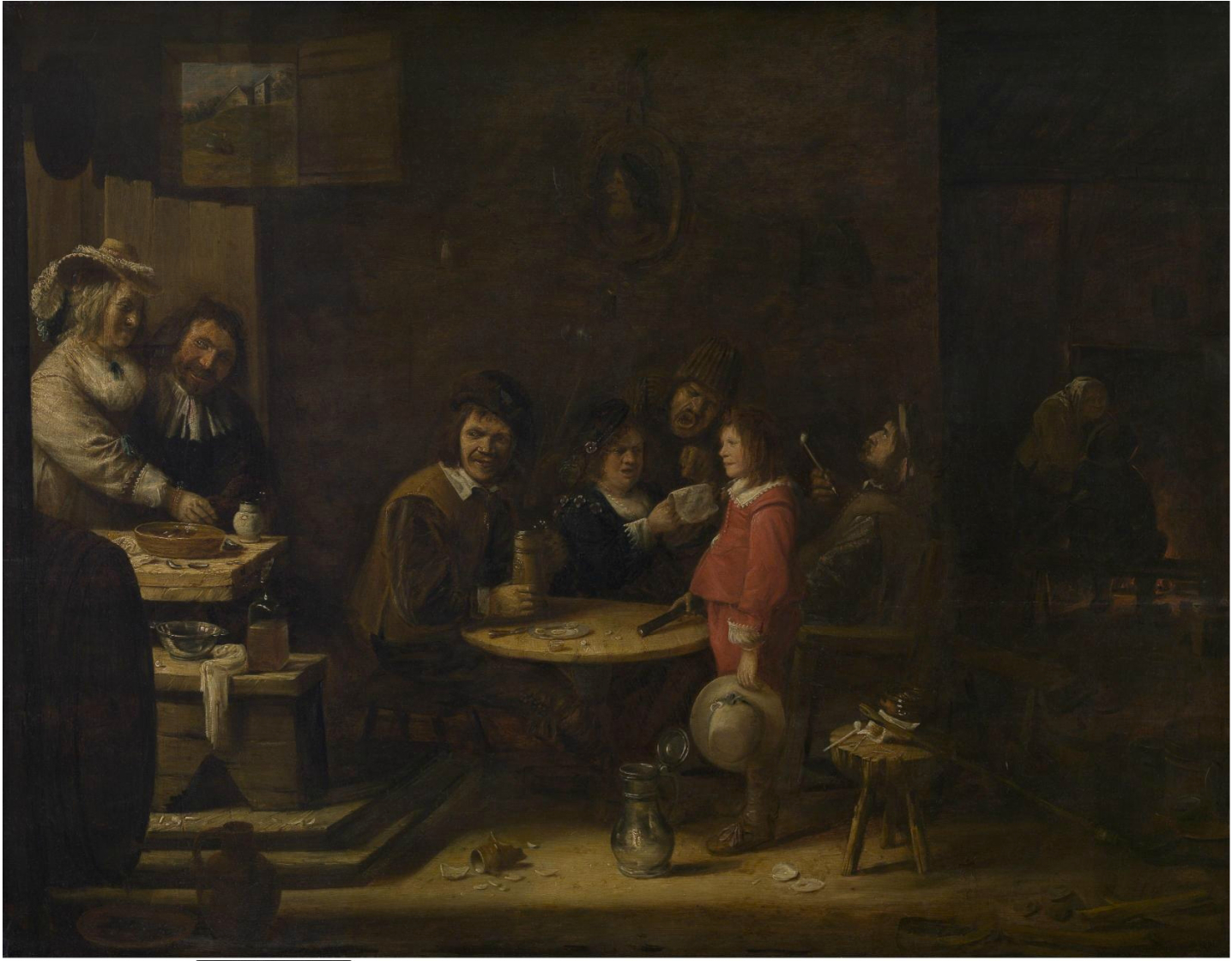
«П'ять органів чуття»
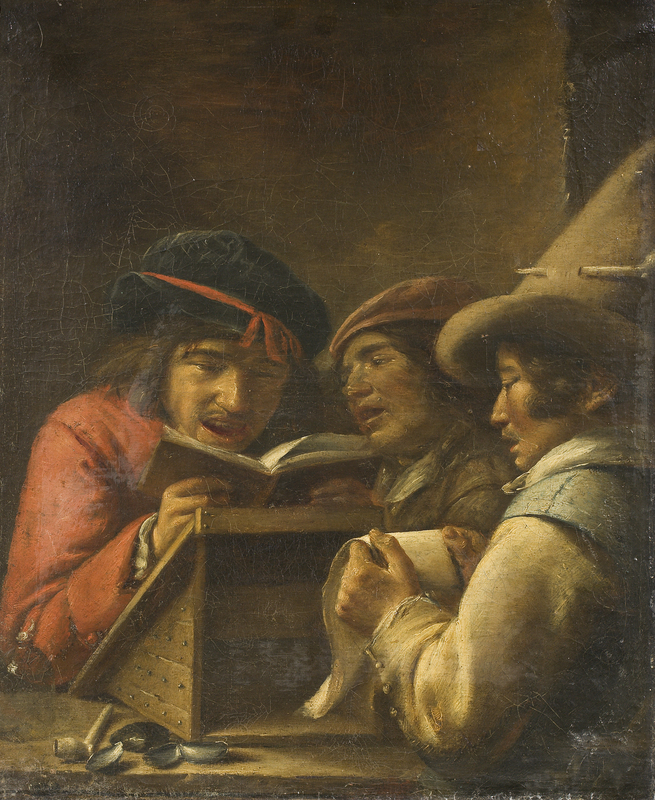
«Три юнаки, що пишуть музику»
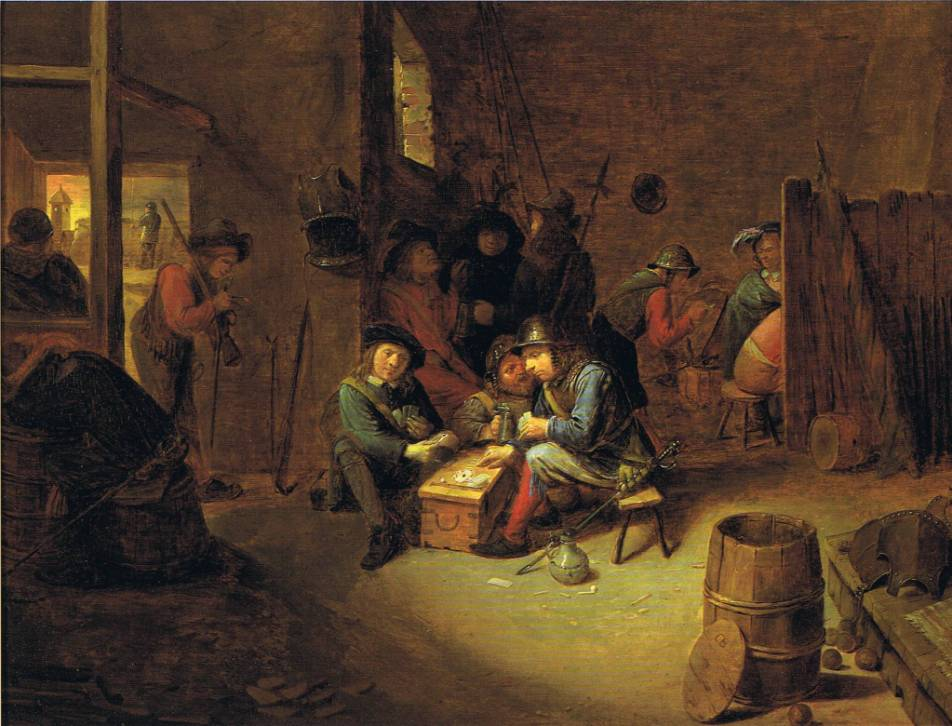
«Жовніри-картяри у вартовому приміщенні»
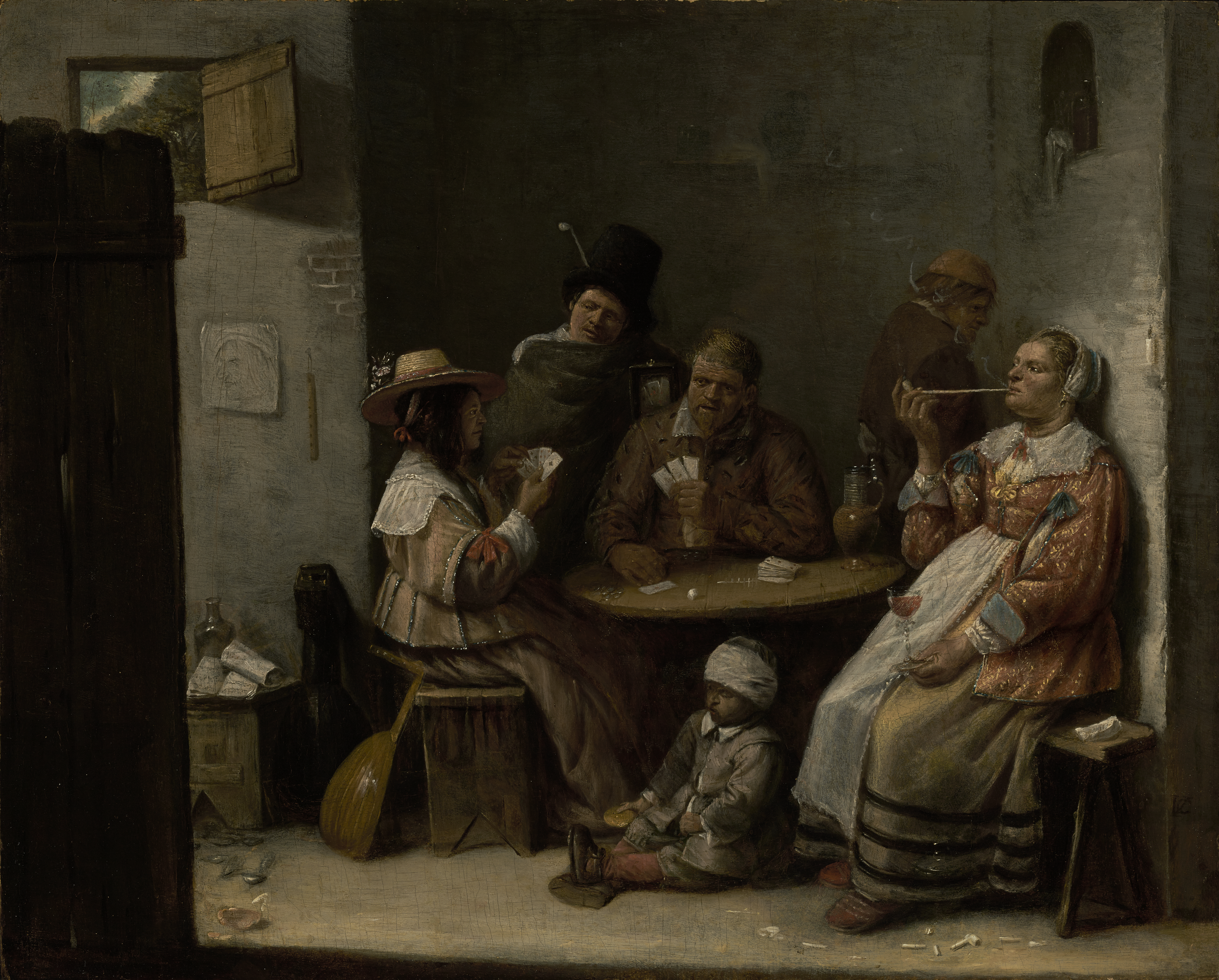
«Картярі»
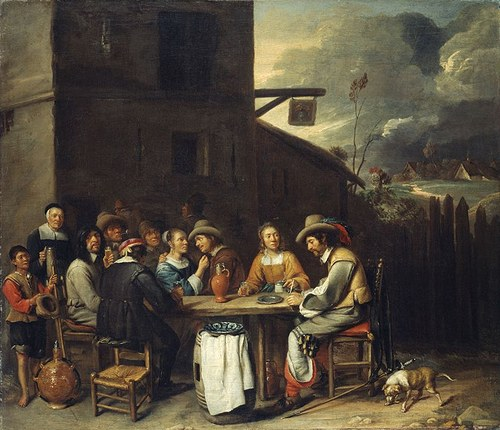
«Пияцьке товариство біля копчми»
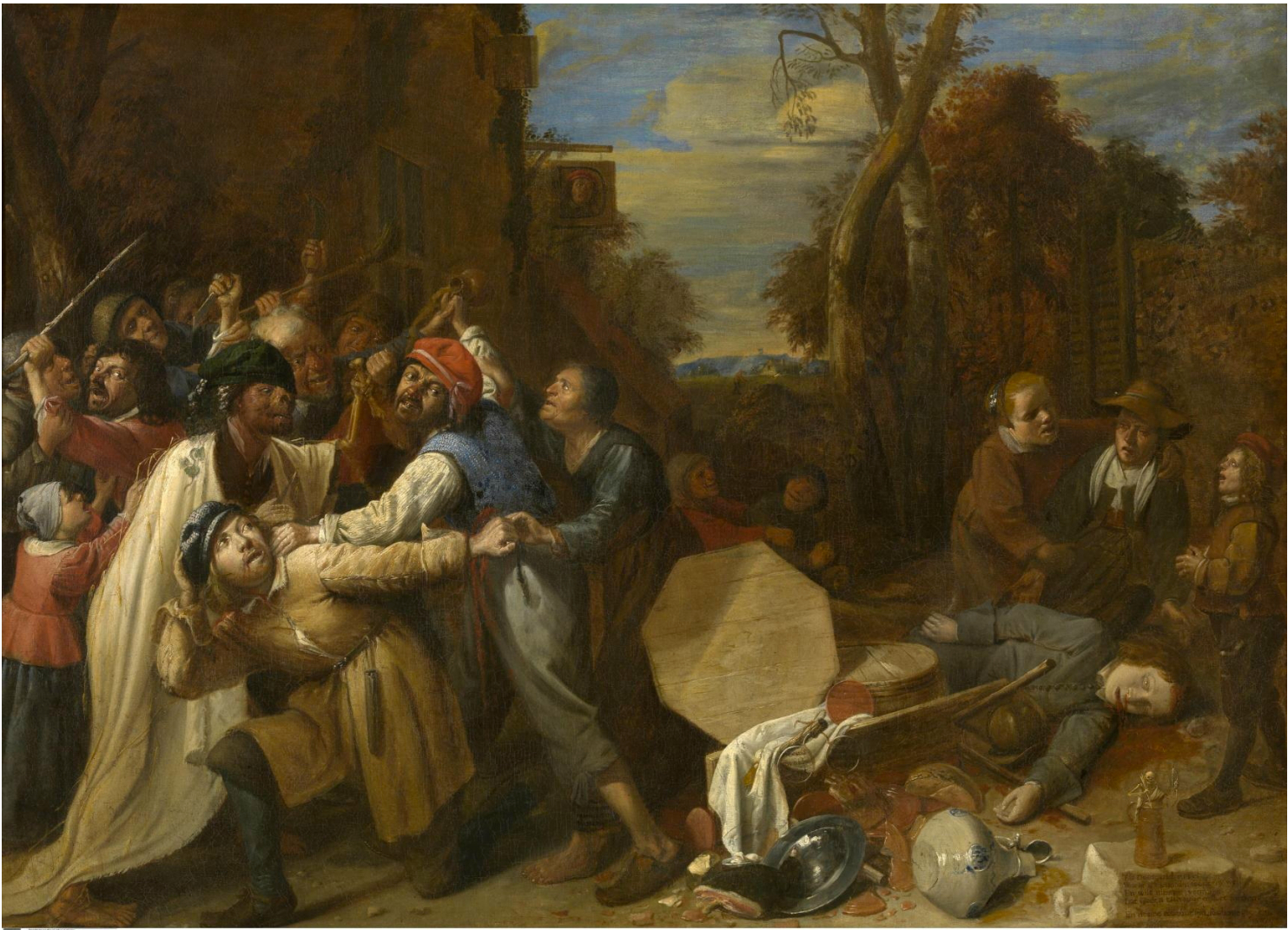
«Смерть - нагла. Сварка у корчмі»
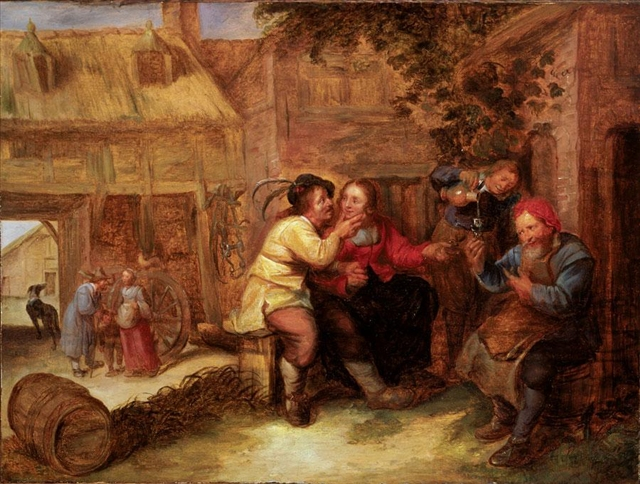
«Селяни-пияки біля корчми»
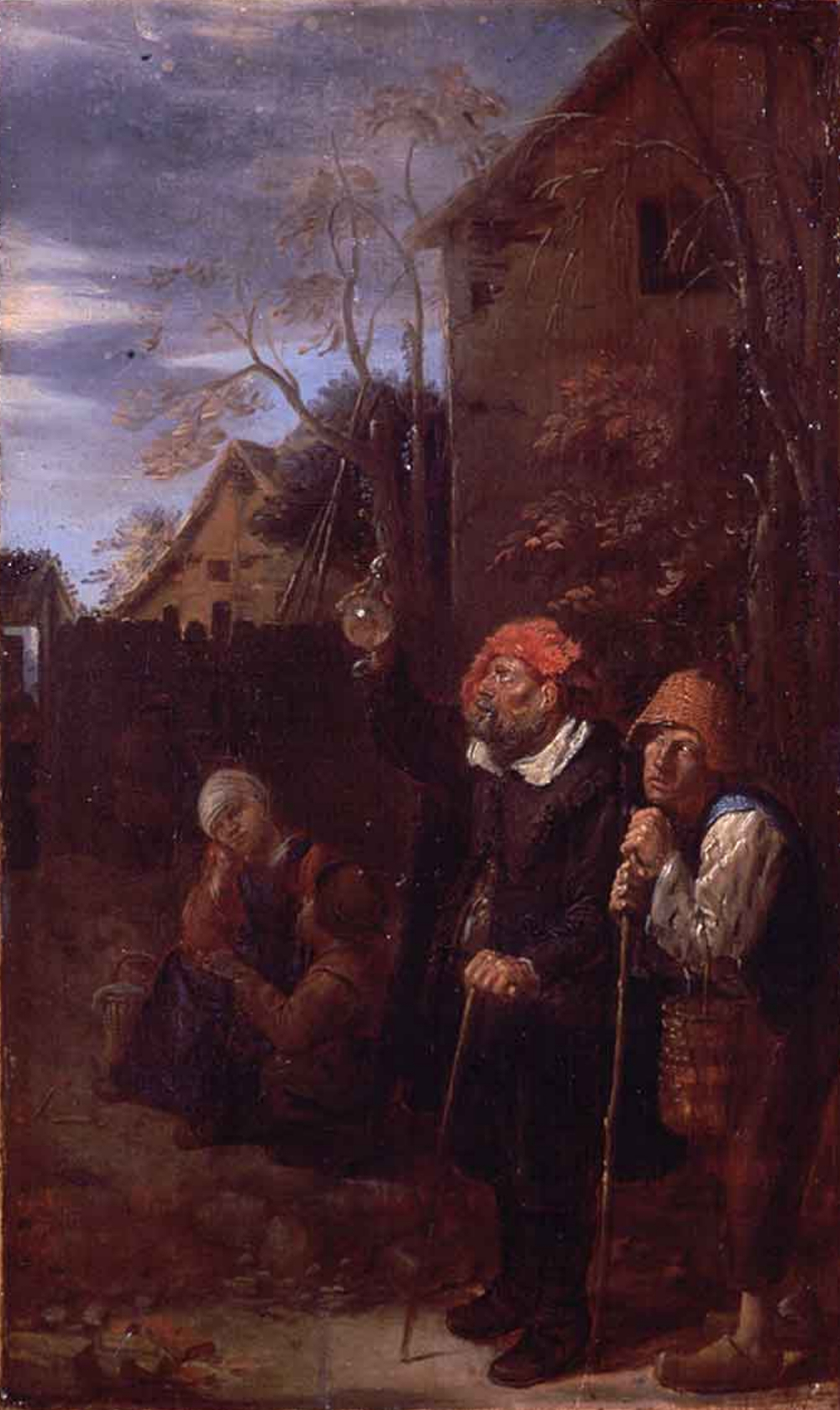
«Відвідання лікаря» (аналіз сечі)
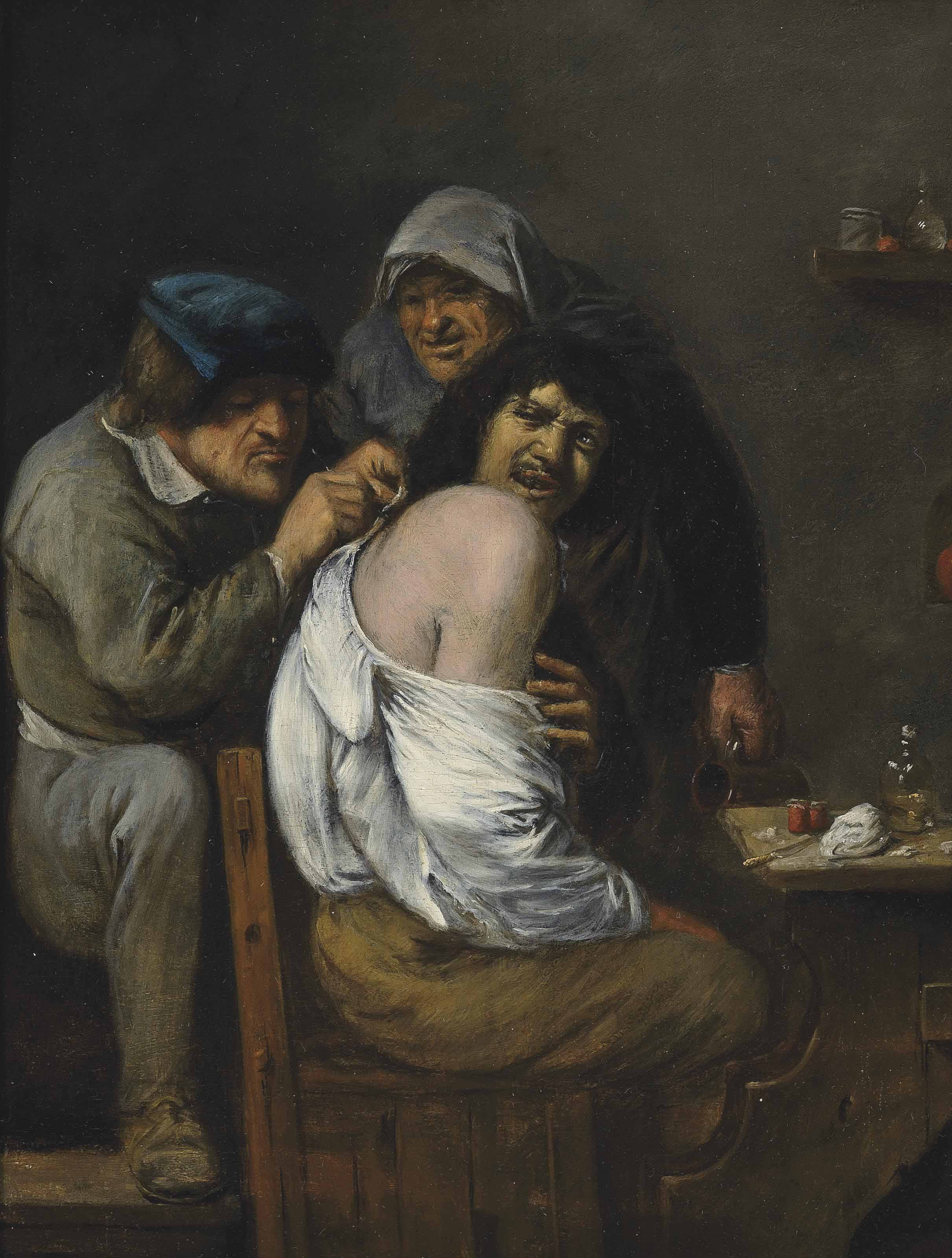
«Інтер'єр з доктором, який лікує пацієнта»
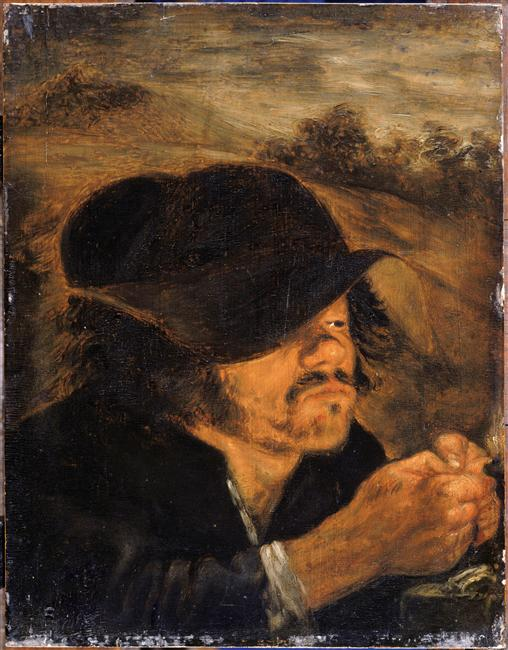
«Биття вошей»